# Edgewater (Floride)
Pour les articles homonymes, voir Edgewater.
Edgewater est une ville dans l’État de Floride, aux États-Unis.

## Démographie
| 1920 | 1930 | 1940 | 1950 | 1960  | 1970  |
| ---- | ---- | ---- | ---- | ----- | ----- |
| 133  | 341  | 477  | 837  | 2 051 | 3 348 |

| 1980  | 1990   | 2000   | 2010   | - | - |
| ----- | ------ | ------ | ------ | - | - |
| 6 726 | 15 337 | 18 668 | 20 750 | - | - |

## Source
- (en) Cet article est partiellement ou en totalité issu de l’article de Wikipédia en anglais intitulé « Edgewater, Volusia County, Florida » (voir la liste des auteurs).